# العلاقات المالديفية الباكستانية
العلاقات المالديفية الباكستانية هي العلاقات الثنائية التي تجمع بين المالديف وباكستان.

## مقارنة بين البلدين
هذه مقارنة عامة ومرجعية للدولتين:
| وجه المقارنة                                              | المالديف       | باكستان                     |
| --------------------------------------------------------- | -------------- | --------------------------- |
| المساحة (كم2)                                             | 298            | 881.91 ألف                  |
| عدد السكان (نسمة)                                         | 436.33 ألف     | 197.02 مليون                |
| الكثافة السكانية (ن./كم²)                                 | 146.42 ألف     | 223.4                       |
| العاصمة                                                   | ماليه          | إسلام آباد                  |
| اللغة الرسمية                                             | اللغة الديفهي  | لغة إنجليزية، اللغة الأردية |
| العملة                                                    | روفيه مالديفية | روبية باكستانية             |
| الناتج المحلي الإجمالي (بليون دولار)                      | 4.60 مليار     | 304.95 مليار                |
| الناتج المحلي الإجمالي (تعادل القوة الشرائية) بليون دولار | 5.23 مليار     | 946.67 مليار                |
| الناتج المحلي الإجمالي الاسمي للفرد دولار أمريكي          | 8.39 ألف       | 1.43 ألف                    |
| الناتج المحلي الإجمالي للفرد دولار أمريكي                 | 12.53 ألف      | 4.81 ألف                    |
| مؤشر التنمية البشرية                                      | 0.706          | 0.538                       |
| رمز المكالمات الدولي                                      | +960           | +92                         |
| رمز الإنترنت                                              | .mv            | .pk                         |
| المنطقة الزمنية                                           | ت ع م+05:00    | ت ع م+05:00                 |

## منظمات دولية مشتركة
يشترك البلدان في عضوية مجموعة من المنظمات الدولية، منها:
| علم المنظمة | اسم المنظمة                        | تاريخ انضمام المالديف | تاريخ انضمام باكستان |
| ----------- | ---------------------------------- | --------------------- | -------------------- |
|             | وكالة ضمان الاستثمار متعدد الأطراف | 19 مايو 2005          | 12 أبريل 1988        |
|             | منظمة التعاون الإسلامي             | ?                     | ?                    |
|             | منظمة الشرطة الجنائية الدولية      | ?                     | ?                    |
|             | منظمة حظر الأسلحة الكيميائية       | ?                     | ?                    |
|             | منظمة التجارة العالمية             | ?                     | ?                    |
|             | الأمم المتحدة                      | 21 سبتمبر 1965        | 30 سبتمبر 1947       |
|             | دول الكومنولث                      | ?                     | ?                    |
|             | مؤسسة التمويل الدولية              | 2 فبراير 1983         | 20 يوليو 1956        |
|             | يونسكو                             | 18 يوليو 1980         | 14 سبتمبر 1949       |
|             | بنك التنمية الآسيوي                | 1978                  | 1966                 |
|             | البنك الدولي للإنشاء والتعمير      | 13 يناير 1978         | 11 يوليو 1950        |
|             | الاتحاد البريدي العالمي            | ?                     | ?                    |
|             | الاتحاد الدولي للاتصالات           | 28 فبراير 1967        | 26 أغسطس 1947        |

## وصلات خارجية
- موقع وزارة الخارجية المالديفية
- موقع وزارة الخارجية الباكستانية